# Soera De Spelonk
Soera De Spelonk is een soera van de Koran.
De soera is vernoemd naar de plaats waar enkele mannen zich ophielden, maar niet wisten hoelang zij weg waren geweest. Het lijkt op een verhaal dat ook binnen het christendom een plaats heeft gekregen, de Zevenslapers van Efeze. Zij zouden vele jaren hebben geslapen. De Koran zegt vaker dat de zondaars op de Dag des oordeels zullen denken kort op deze wereld te zijn geweest. Verder komen ook Musa en wellicht Alexander de Grote en of Cyrus de Grote als Zol-Qarnain (de twee-hoornige) in deze soera voor.

## Bijzonderheden
Ayat 28 en 83 t/m 101 zouden zijn geopenbaard in Medina.

## Inhoud
Ayat 9-26 gaan over een aantal jongeren die toevlucht zoeken in een grot. Allah doet ze in slaap vallen en laat ze daarna opstaan zodat het duidelijk wordt wie van de groep het beste kan bepalen hoeveel tijd er is verstreken. Na te zijn opgestaan vragen ze aan elkaar hoe lang ze geslapen hebben. Sommigen denken dat ze slechts een dag of een dagdeel hebben geslapen. Ze blijken 309 jaar te hebben geslapen. Een van de jongeren wordt naar de stad gestuurd met zilveren munten met als doel het puurste voedsel te kopen en dit aan de anderen te geven. De jongeren worden ontdekt zodat de mensen zullen weten dat de wederopstanding en de dag des oordeels echt zullen plaatsvinden. De mensen besluiten een gebedsplaats van de grot te maken.
Ayat 60-82 gaan over Musa en zijn assistent. Musa zegt dat hij niet zal stoppen totdat hij de kruising van de twee zeeën zal vinden. Als ze deze kruising bereiken, glijdt hun vis terug de zee in. Later willen ze gaan eten, maar komen ze erachter dat ze de vis niet meer bij zich hebben. Ze volgen hun voetstappen om de weg terug te vinden naar de plek waarvan ze denken dat de vis daar ontsnapte. Het was bij een steen waar ze aan het uitrusten waren. Musa komt al-Khidr tegen. Al-Khidr bezit veel kennis. Musa vraagt of hij iets van hem kan leren. Al-Khidr vraagt Musa hem te volgen. Ze stappen in een boot, maar Al-Khidr maakt een gat hierin. Hij zegt dat Musa geduld moet hebben. Ze gaan verder en komen bij een jongen die wordt gedood door al-Khidr. Musa is geschokt hoe al-Khidr een onschuldige heeft kunnen doden. Al-Khidr zegt wederom dat Musa geduld moet hebben. Ze komen bij een stad. Ze vragen hier om voedsel maar dat wordt niet gegeven. Er is een muur die op het punt staat in te storten. Al-Khidr voorkomt dat de muur instort. Hij zegt tegen Musa dat hun wegen zich hier scheiden. Hij legt uit dat het schip toebehoorde aan een aantal arme mensen. Hij heeft het schip beschadigd omdat een koning het met geweld zou confisqueren. Hij zegt dat hij de jongen heeft gedood omdat hij vreesde dat hij zijn ouders later tot ongeloof zou aanzetten. De muur was eigendom van twee weesjongetjes in de stad. Onder de muur was een schat die hun toebehoorde. Het is volgens hem Allah's wil dat de jongens opgroeien en de schat terugvinden.
Ayat 83-99 gaan over Zol-Qarnain. Hij reist zo ver naar het westen dat hij de plek bereikt waar de zon ondergaat. Hij ziet de zon ondergaan in een modderpoel. Daarna reist hij zo ver naar het oosten dat hij de plek bereikt waar de zon opkomt. Bij deze plek komt hij een volk tegen dat geen bescherming heeft tegen de opkomende zon. Daarna vervolgt hij zijn reis totdat hij bij een bergpas komt. Daar vindt hij een volk dat hij nauwelijks kan verstaan. Ze vertellen hem dat Gog en Magog ellende over het land brengen en vragen Zol-Qarnain een muur te bouwen als bescherming. Met behulp van het volk bouwt Zol-Qarnain een ijzeren muur tussen de bergen.
Volgens Soera De Profeten 96-97 zal een van de tekenen van de eindtijd zijn dat Gog en Magog door deze muur weten te breken.